# Natació als Jocs Olímpics d'Estiu de 1924 - 400 metres lliures femenins
Els 400 metres lliures femenins va ser una de les onze proves de natació que es disputaren als Jocs Olímpics de París de 1924. Era la primera vegada que es disputava aquesta prova en uns Jocs. La competició es disputà el 13 i el 15 de juliol de 1924. Hi van prendre part 18 nedadores procedents de 8 països.

## Medallistes
| Or                    | Plata                  | Bronze                |
| Martha Norelius (USA) | Helen Wainwright (USA) | Gertrude Ederle (USA) |

## Rècords
Aquests eren els rècords del món i olímpic que hi havia abans de la celebració dels Jocs Olímpics de 1924.
| Rècord del Món | 5:53.2 | Gertrude Ederle | Indianapolis (USA) | 4 d'agost de 1922 |
| Rècord Olímpic | -      |                 |                    |                   |

En la primera sèrie Gertrude Ederle establí el primer rècord olímpic per aquesta prova amb un temps de 6' 12.2". En la final Martha Norelius guanyà amb un nou rècord olímpic de 6' 02.2".

## Resultats

### Sèries
Les dues nedadores més ràpides de cada sèrie i la millor tercera passaren a semifinals.
Sèrie 1
| Pos. | Nedadora                | Temps  | Qual. |
| ---- | ----------------------- | ------ | ----- |
| 1    | Gertrude Ederle (USA)   | 6:12.2 | QQ OR |
| 2    | Doris Molesworth (GBR)  | 6:28.6 | QQ    |
| 3    | Hedevig Rasmussen (DEN) | 6:58.2 | qq    |
| 4    | Gurli Ewerlund (SWE)    | 7:05.4 |       |
| 5    | Ernestine Lebrun (FRA)  | 7:06.4 |       |

Sèrie 2
| Pos. | Nedadora               | Temps  | Qual. |
| ---- | ---------------------- | ------ | ----- |
| 1    | Martha Norelius (USA)  | 6:23.2 | QQ    |
| 2    | Constance Jeans (GBR)  | 6:34.6 | QQ    |
| 3    | Truus Klapwijk (NED)   | 7:15.0 |       |
| 4    | Gilberte Mortier (FRA) | 7:35.0 |       |

Sèrie 3
| Pos. | Nedadora               | Temps  | Qual. |
| ---- | ---------------------- | ------ | ----- |
| 1    | Helen Wainwright (USA) | 6:46.8 | QQ    |
| 2    | Mariette Protin (FRA)  | 6:58.2 | QQ    |
| 3    | Vibeke Møller (DEN)    | 7:02.2 |       |
| 4    | Jane Gylling (SWE)     | 7:55.0 |       |
| 5    | Eva Chaloupková (TCH)  | 8:14.0 |       |

Sèrie 4
| Pos. | Nedadora            | Temps  | Qual. |
| ---- | ------------------- | ------ | ----- |
| 1    | Gwitha Shand (NZL)  | 6:23.6 | QQ    |
| 2    | Iris Tanner (GBR)   | 6:35.4 | QQ    |
| 3    | Hjördis Töpel (SWE) | 6:59.8 |       |
| 4    | Maria Vierdag (NED) | 7:02.4 |       |

### Semifinals
Les dues nedadores més ràpides de cada semifinal i la millor tercera passaren a la final.
Semifinal 1
| Pos. | Nedadora               | Temps  | Qual. |
| ---- | ---------------------- | ------ | ----- |
| 1    | Helen Wainwright (USA) | 6:19.6 | QF    |
| 2    | Doris Molesworth (GBR) | 6:19.8 | QF    |
| 3    | Gwitha Shand (NZL)     | 6:24.4 | qf    |
| 4    | Constance Jeans (GBR)  | 6:37.8 |       |
| 5    | Mariette Protin (FRA)  | 6:56.6 |       |

Semifinal 2
| Pos. | Nedadora                | Temps  | Qual. |
| ---- | ----------------------- | ------ | ----- |
| 1    | Gertrude Ederle (USA)   | 6:23.8 | QF    |
| 2    | Martha Norelius (USA)   | 6:26.6 | QF    |
| 3    | Iris Tanner (GBR)       | 6:34.0 |       |
| 4    | Hedevig Rasmussen (DEN) | 6:55.2 |       |

### Final
| Pos. | Nedadora               | Temps     |
| ---- | ---------------------- | --------- |
| 1    | Martha Norelius (USA)  | 6:02.2 OR |
| 2    | Helen Wainwright (USA) | 6:03.8    |
| 3    | Gertrude Ederle (USA)  | 6:04.8    |
| 4    | Doris Molesworth (GBR) | 6:25.4    |
| —    | Gwitha Shand (NZL)     | DNF       |